# Koop (band)

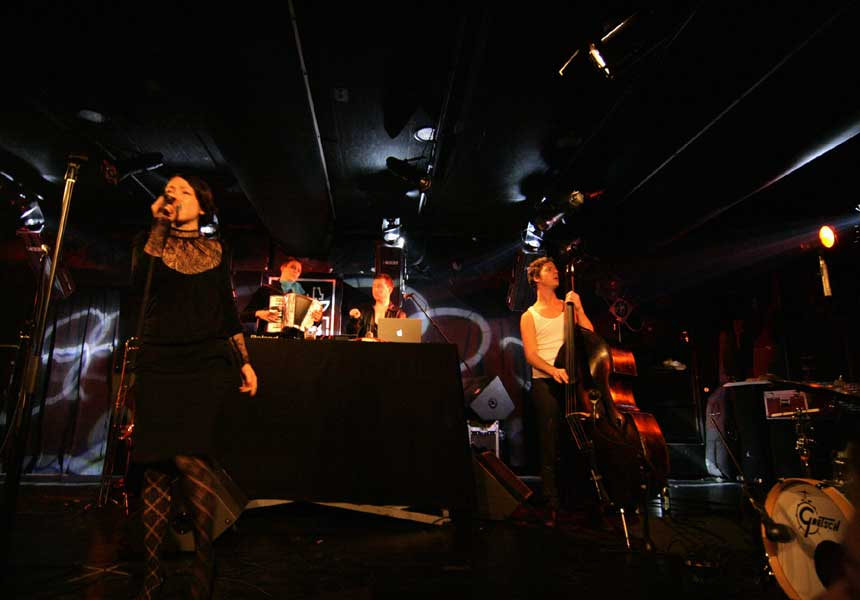
Koop in 2007

Koop is een jazzduo uit de Zweedse stad Uppsala, gericht op nu jazz. De groep werd in 1995 opgericht en bestaat uit Oscar Simonsson en Magnus Zingmark. Het duo maakt vaak gebruik samples en van verschillende zangers en zangeressen. Daarnaast wordt vooral gebruikgemaakt van de vibrafoon, marimba, klarinet en contrabas. Woody Allen gebruikte hun nummer Summer Sun in zijn film Match Point. Het nummer Come to me werd gebruikt in de Amerikaanse televisieserie Grey's Anatomy en het nummer staat tevens op het derde soundtrackalbum van de serie.
In 1997 kwam hun eerste album uit, Sons of Koop. In 2002 volgde een tweede album Waltz for Koop, waarbij de muziek in jaren zestig centraal stond. Op het album zongen onder anderen Yukimi Nagano, Ane Brun, Hilde Louise Asbjornsen, Rob Gallagher, Terry Callier en Mikael Sundin. In 2003 won de groep een Zweedse Grammy. In 2006 kwam Koop Islands uit, dat gebaseerd was op (Caribische) swing uit de jaren dertig. Op dit album zongen onder anderen Mattias Ståhl, Magnus Lindgren, Karl Frid, Nils Berg, Martin Höper, Ola Bothzén, Dan Berglund en Mats Lindfors. Het album behaalde de gouden status. Naar aanleiding van dit album deed de groep verschillende wereldtournees en speelde het daarbij onder meer in de Blue Note in New York.

## Discografie
- Sons of Koop, 1997
- Waltz for Koop, 2002
- Koop Islands, 2006